# Ramón López Rayón
Ramón López Rayón (né le 31 août 1775 Tlalpujahua dans l'État du Michoacán, mort le 19 juillet 1839 à Mexico) était un militaire rebelle mexicain.
Fils de Rafaela López Aguado de Rayón (es) et Andrés López Rayon, il était frère cadet de Ignacio Lopez Rayon, ses autres frères étant Francisco López Rayón et Antonio López Rayón. Il participa à la Guerre d'indépendance du Mexique avec le grade de général et participa à la prise de Guadalajara. Il perdit un œil dans l'attaque menée par le général Félix María Calleja del Rey le 1er janvier 1812 contre la population de la ville de Zitácuaro, siège du Junta de Zitácuaro (es) Le 2 janvier 1818 il se rendit aux forces royalistes qui l'assiégeaient sans relâche. Pendant le gouvernement de Agustín de Iturbide, il fut commandant militaire de Zitácuaro et gouverneur de l'État de Mexico.